# Gazella
A gazella az emlősök (Mammalia) osztályának párosujjú patások (Artiodactyla) rendjébe, ezen belül a tülkösszarvúak (Bovidae) családjába és az antilopformák (Antilopinae) alcsaládjába tartozó nem.

## A név eredete
A gazella szó arab eredetű, eredetileg gazál, nőnemben gazála (غزال – ġazāl). A szó egyébként az „udvarolni”, „szerelmesnek mutatkozni” jelentésű igével rokon, ami nem meglepő: az arab kultúrában a gazellák voltak a kecsesség és szépség megtestesítői, a nőket gazellákhoz hasonlítani rendkívüli bóknak számított. Szintén ugyanebből az igéből képződött a szerelmes témájú költészetre utaló gazal szó, ami más keleti nyelvekbe is átkerült.

## Rendszerezés
A nembe az alábbi 12 recens faj tartozik (korábban az Eudorcas- és a Nanger-fajokat is ebbe a nembe sorolták be):
- arab gazella (Gazella arabica) Lichtenstein, 1827
- indiai gazella (Gazella bennettii) (Sykes, 1831)
- †jemeni gazella (Gazella bilkis) Groves & Lay, 1985
- edmi gazella (Gazella cuvieri) (Ogilby, 1841)
- dorkászgazella (Gazella dorcas) (Linnaeus, 1758)
- Neumann-gazella (Gazella erlangeri) (Neumann, 1906)
- hegyi gazella (Gazella gazella) (Pallas, 1766)
- homoki gazella (Gazella leptoceros) (F. Cuvier, 1842)
- arábiai golyvás gazella (Gazella marica) (Thomas, 1897) - korábban a golyvás gazella alfajának vélték
- †szaúdi gazella (Gazella saudiya) Carruthers & Schwarz, 1935[6][7]
- Speke-gazella (Gazella spekei) Blyth, 1863
- golyvás gazella (Gazella subgutturosa) (Güldenstädt, 1780)

A fenti recens fajok mellett a nembe az alábbi 4 alnem és 26 fosszilis faj is tartozik:
- †Gazella borbonica Depéret, 1884 - kora pleisztocén; Nyugat-Európa[8][9][10]
- †Gazella capricornis
- †Gazella harmonae Geraads et al., 2012 - pliocén; Etiópia; rokonaitól eltérően csavart szarva volt[11]
- †Gazella negevensis
- †Gazella thomasi
- †Gazella triquetrucornis
- †Gazella praethomsoni

- Deprezia - alnem
  - †Gazella psolea Geraads & Amani, 1998 - késő pliocén; Afrika, Arab-félsziget
- Gazella - alnem
  - †Gazella janenschi
- Trachelocele - alnem
  - †Gazella atlantica
  - †Gazella tingitana
- Vetagazella - alnem
  - †Gazella altidens
  - †Gazella blacki
  - †Gazella deperdita
  - †Gazella dorcadoides
  - †Gazella gaudryi
  - †Gazella kueitensis
  - †Gazella leile
  - †Gazella lydekkeri
  - †Gazella mongolica
  - †Gazella paotehensis
  - †Gazella paragutturosa
  - †Gazella parasinensis
  - †Gazella pilgrimi
  - †Gazella praegaudryi Arambourg, 1959 - pleisztocén; Afrika[12][13]
  - †Gazella sinensis[14][15]

## Fordítás
- Ez a szócikk részben vagy egészben  a   Gazelle című angol Wikipédia-szócikk ezen változatának fordításán alapul.  Az eredeti cikk szerkesztőit annak laptörténete sorolja fel. Ez a jelzés csupán a megfogalmazás eredetét és a szerzői jogokat jelzi, nem szolgál a cikkben szereplő információk forrásmegjelöléseként.